# 横山镇 (廉江市)
横山镇，是中华人民共和国广东省湛江市廉江市下辖的一个乡镇级行政单位。

## 行政区划
横山镇下辖以下地区：
横山社区、横山村、下路村、六格村、排里村、青塘村、西山村、横垌村、乾案村、盐关村、谭福村、排岭村、铺洋村、大岭村、苏干山村、龙角塘村、南圩村、峥角溪村、央村、曲塘村、红江农场晨光分场。